# Goodmanham
Goodmanham – wieś w Anglii, w hrabstwie East Riding of Yorkshire. Leży 26 km na północny zachód od miasta Hull i 266 km na północ od Londynu. W 2001 miejscowość liczyła 218 mieszkańców.